# 酪酸アミル
酪酸アミル（らくさんアミル英: oamyl butyrate）は、化学式C9H18O2で表される酪酸エステルの一種。酪酸ペンチルとも呼ばれる。食品用香料などに用いられる。IUPAC名ではブタン酸ペンチル（pentyl butanoate）。

## 用途
アンズ、バナナ、パイナップルに似た甘いフルーツの香りを持つ。香料としては各種フルーツやバター、バニラのフレーバーとして、チューインガムに800ppm、その他の用途で70ppm程使用される。酪酸イソアミル
は本剤の異性体であり、「酪酸アミル」と表示されている製品には、酪酸イソアミルを主体としたものもある。

## 安全性
日本の消防法では危険物第4類・第2石油類に分類される。皮膚や眼に対する刺激性がある。